# Teknist
En teknist studerar teknik på gymnasie- eller högskolenivå. Förr kunde detta motsvara på tekniskt läroverk eller tekniskt gymnasium, idag på teknikprogrammet.